# Плохих, Василий Фёдорович
Василий Фёдорович Плохих (13 июня 1928, село Лесная Поляна, Нижнедевицкий район, Воронежская область, РСФСР — 3 апреля 2001) — бригадир лесозаготовительной бригады Пойменского леспромхоза Министерства лесной и деревообрабатывающей промышленности СССР, Красноярского края. Герой Социалистического Труда (07.05.1971).

## Биография
В 1928 году в селе село Лесная Поляна Воронежской области в семье рабочих родился Василий Фёдорович Плохих. Здесь же окончил 4 класса сельской школы.
Был призван в ряды Вооружённых сил СССР. Службу проходил в Сибири, в части, расположенной в Нижнеингашском районе Красноярского края (в Краслаге). Здесь встретил свою будущую спутницу жизни — Лидию Антоновну Попкову, женился и поселился в посёлке Тинском. В 1953 году у них родился сын Василий, в 1955-м — дочь Надежда.
В декабре 1954 года трудоустроился на работу вздымщиком Заводовского химлесхоза треста «Красхимлес».
В октябре 1959 года путём перевода стал вальщиком леса Пойменского леспромхоза, а позже назначен бригадиром лесозаготовителей Тибишетского лесоучастка.
В 60-70-е годы Пойменский леспромхоз был одним из флагманов лесной промышленности не только в районе, но и в крае. А вальщики-лесорубы — при всей тяжести этого труда — были рабочей элитой. В 1969 году бригада Плохих выполнила пятилетний план лесозаготовки досрочно, выдав сверх плана 36 426 кубометров лема и сэкономив 3440 рублей.
За такой подход к работе, Указом от 7 мая 1971 года Василий Плохих удостоен звания Герой Социалистического Труда.
До 1983 года Плохих работал бригадиром, пока не наступил пенсионный возраст. Но дальше продолжал работать бензопильщиком и завершил трудовую деятельность только в декабре 1990 года.
Избирался депутатом местного Совета трудящихся.
Жил в посёлке при станции Тинской. Умер 3 апреля 2001 года.

## Награды
Имеет следующие награды:
- Герой Социалистического Труда (7.05.1971)
- Орден Ленина (1971)